# Champlain Society
La Champlain Society est une organisation à but non lucratif d'archives canadienne fondée en 1905. Elle publie divers ouvrages et documents relatifs à l'histoire du Canada, principalement ceux qui ne seraient pas rentables dans le circuit des éditeurs commerciaux.

## Histoire
La société est fondée à Toronto en 1905 par Byron Edmund Walker. Il préside l'organisation jusqu'à son décès en 1924.
Deux raisons guident à ce choix : tout d'abord, un souci éducatif, ensuite l'identification du besoin de développer l'identité canadienne. Son premier rapport annuel décrit l'organisation comme une « société pour la publication de travaux historiques, ».
Son nom est choisi en l'honneur de Samuel de Champlain, navigateur français, qui est considéré comme l'un des fondateurs de la Nouvelle-France, ancien nom du Canada[réf. souhaitée].
Tant le budget que les moyens dont disposent la société lors de sa création sont faibles.

## Publications
La Champlain Society publie son premier volume en 1907, une réédition d'Histoire de la Nouvelle-France de Marc Lescarbot. En 1908, deux volumes sont publiés, un chaque année de 1909 à 1912. En 1920, quatre volumes de documents concernant la guerre de 1812.
D'après l'archiviste Laura Millar Coles, ces publications répondent à un besoin de faciliter l'accès aux documents originaux, demandant du temps, des ressources et un voyage parfois d'une longue distance pour les consulter. En les regroupant dans une même publication, la Champlain Society facilite l'accès et l'étude de ces documents.
Elles participent en outre à susciter de l'intérêt dans l'étude de l'histoire du Canada, dont l'identité est en cours de construction, là où auparavant les historiens — tant étudiants que chercheurs — étaient plus enclins à étudier l'histoire du Royaume-Uni ou des États-Unis.
Les publications de la Champlain Society permettent également de mettre fin à l'hégémonie des sources américaines sur l'histoire du Canada, même si celles-ci restent majoritaires.
De 1930 à 1960, dans un contexte économiquement rendu difficile par la Grande Dépression, la société entre en partenariat avec l'Hudson's Bay Record Society et publient ensemble 44 ouvrages. Le rythme de publication ralentit, et s'arrête complètement pendant la Seconde Guerre mondiale. En 1967, le gouvernement d'Ontario subventionne la société pour la publication de documents sur l'histoire de la province.
Après un bref sursaut d'activités dans les années 1960 et 1970, la plupart des sociétés d'archives canadiennes voient leurs activités décliner ou s'arrêter totalement dans les années 1980 ; la Champlain Society fait figure d'exception, en publiant 20 volumes. Ce déclin s'explique par une faible priorité de financement de cette activité, d'une mutation de la relation entre archivistes et historiens et par un accès facilité aux archives de par la technologie.

## Modèle économique
La Champlain Society publie sous forme de souscription des éditions académiques, exhaustives et traditionnelles de documents historiques, ce que la plupart des archives, sociétés historiques et même éditeurs commerciaux ne peuvent se permettre financièrement de produire.
Le modèle de souscription lui permet de disposer de fonds avant la publication de l'ouvrage, couvrant ainsi les frais de réalisation et d'impression, payés par chaque membre ; en outre, puisque les volumes ne sont expédiés qu'aux membres, elle peut estimer précisément le nombre de volumes à imprimer, limitant les pertes. Si cela ne rend pas abordable la publication, ce modèle économique permet d'évaluer la faisabilité d'un projet en disposant de l'ensemble des données de vente.